# Мандора

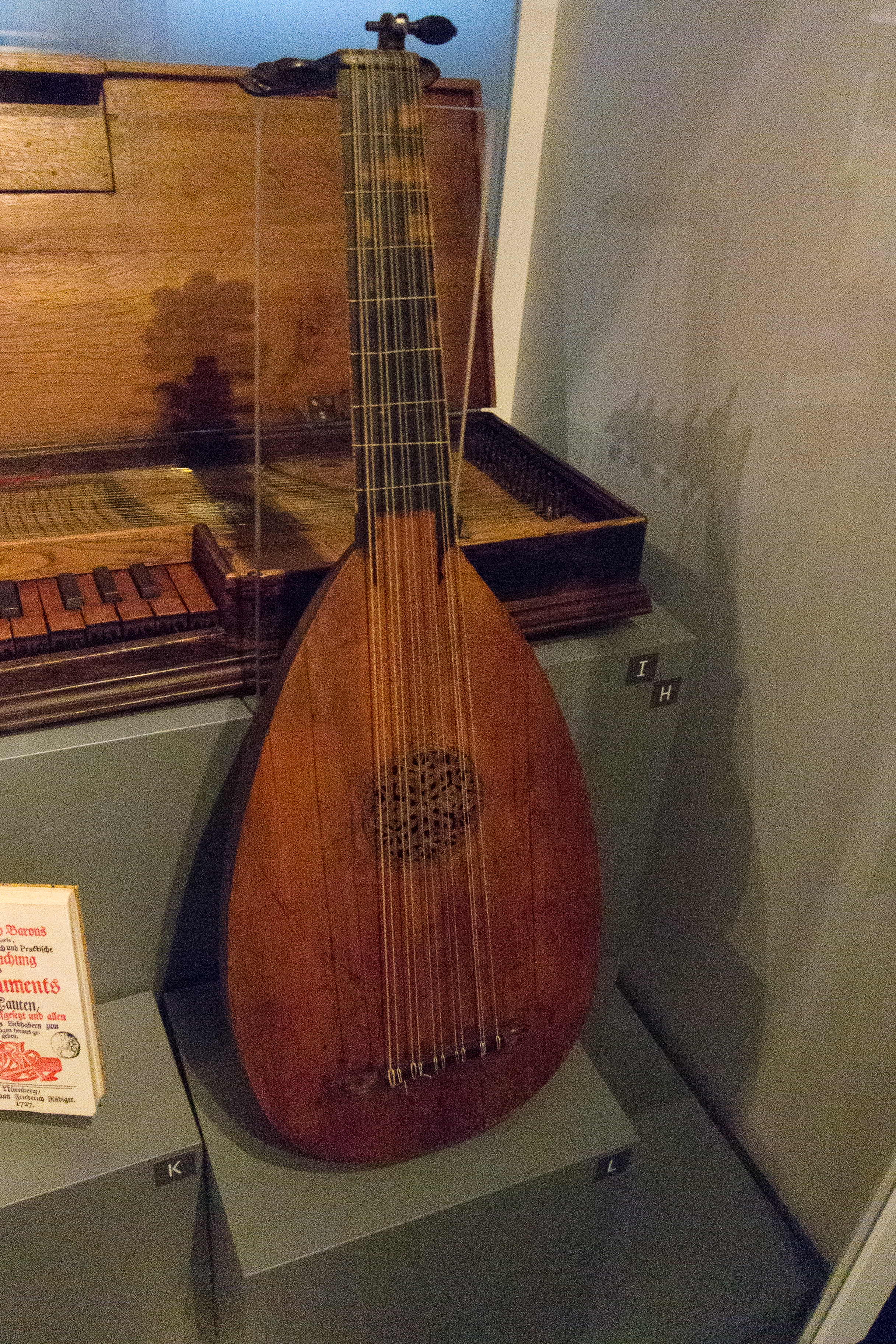
6~9 хорова лютня (Calchedon, Calichon) (1735)

Мандора, каліхон або ґаллішон (Mandora, Calichon, Calchedon, Gallichon) — музичний інструмент, різновид лютні 18 та початку 19-го століття, з шістьма-дев'ятьма хорами (парами) струн. Терміни були взаємозамінними, термін мандора був поширений у Північній Італії та Центральній Європі, а галлішон — у Німеччині.

## Стрій
У своєму трактаті Syntagma Musicum (1619) Міхаель Преторіус надає 4 варіанти ладнання інструмента: c-g-c1-g1, C-G-c-g1-c1, C-F-c-f-c1, G-d-g-d1.
Ґеорґ Кінський, посилаючись на М.Мерсенна (Marin Mersenne, L’Harmonie Universelle, 1637), пише, що мандора мала, в залежності від кількості струн (4-6), наступний стрій: c – g – c’ – (e’ – f’) – g’.